# ラウレット (テキサス州)
ラウレット（Rowlett）は、アメリカ合衆国テキサス州のダラス郡にある都市。人口は6万2535人（2020年）。ダラスの北東に位置する郊外都市である。富裕層の住民が多い。鉄道はDARTのブルーラインの駅がある。

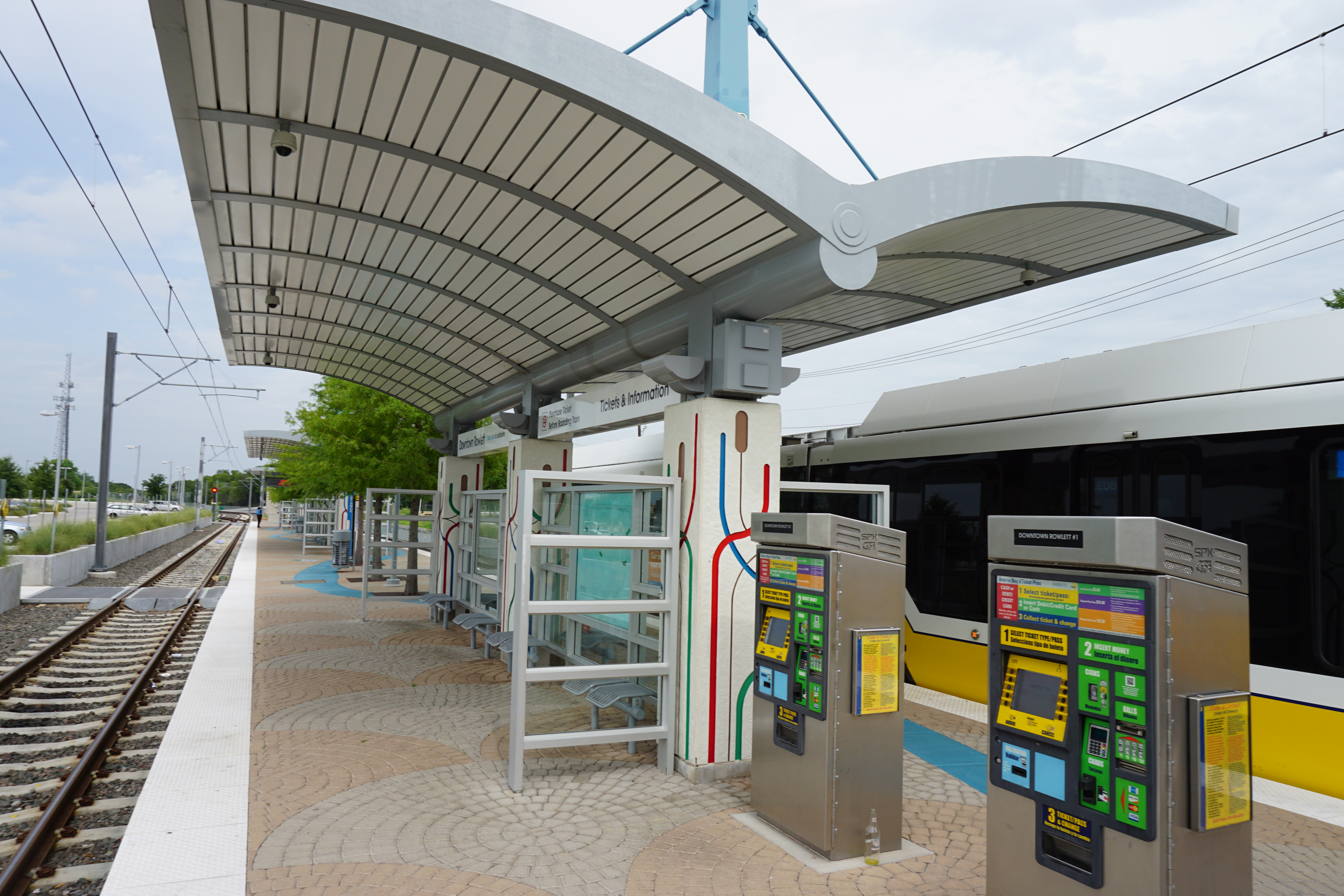
ダウンタウン・ラウレット駅